# Dircaeomorpha satoi
Dircaeomorpha satoi là một loài bọ cánh cứng trong họ Melandryidae. Loài này được Ishikawa, Toyoshima & Lee miêu tả khoa học năm 2007.